# Loi des suspects
Loi des suspects ("lagen om de misstänkta") var ett dekret som utfärdades av det franska nationalkonventet under franska revolutionen 17 september 1793. Den spelade en betydande roll under skräckväldet.
Lagen bedöms ha utgjort den lagliga grunden för och starten av skräckväldet. Dekretet gav order om arrestering av alla personer som var eller misstänktes för att vara fiender till revolutionen, och riktade sig särskilt mot före detta adliga personer; före detta nunnor och munkar; präster som hade vägrat svära trohetseden; ämbetsmän som hade avskedats eller avstängts från sitt ämbete; officerare som misstänktes för förräderi; personer som hade emigrerat (och återvänt); och personer som hamstrat egendom; samt personer som var gifta med, släkt med eller anställda hos sådana personer och inte själva bevisat sig som revolutionärer. 
Lagens tillämpning och arresteringarna anförtroddes revolutionskommittéer snarare än de ordinarie myndigheterna. Dekretet introducerade också principen att de åtalade måste bevisa sin oskuld snarare än tvärtom. Lagen uppskattas ha kraftigt underminerat de medborgerliga rättigheterna och utlöst en politisk paranoida som utmynnade i vad som kallades skräckväldet. 
Loi des suspects kompletterades av Loi de Prairial 10 juni 1794, som ytterligare förenklade processen från arrestering till avrättning. Skräckväldet upphörde när lagen upphävdes 5 augusti 1794, då regeringen förklarade att alla personer som hölls fängslade utan faktiska skäl automatiskt var fria att lämna fängelset. 